# Silent Lucidity
Silent Lucidity é uma balada de rock da banda Queensrÿche, sendo a canção de assinatura da banda. Ela foi composta pelo guitarrista da banda, Chris DeGarmo, e foi o terceiro single do álbum Empire, de 1990.
A canção foi bastante executada pelas rádios dos EUA e seu videoclipe figurou no topo dos Top Ten da MTV norte-americana por diversas semanas. Ela foi indicada a 5 prêmios MTV Video Music Awards em 1991, ganhando o MTV Award na categoria melhor vídeo clipe na escolha da audiência, e a 2 premios Grammy. 
"Silent Lucidity" é ranqueada na posição #21 da lista "Greatest Power Ballads", elaborada pelo canal VH1.

## Letra
O conteúdo lírico e o título da música demonstram que a canção se baseia no tema do Sonho lúcido. Inclusive, há uma parte na música (em termos técnicos conhecido como ponte musical), que diz: "Visualize seu sonho. Grave-o no tempo presente. Coloque-o em uma forma permanente. Se você persistir em seus esforços, você pode conseguir o controle dos sonhos".
Ao retratar uma viagem ao subconsciente humano, a letra mostra como o indivíduo, no caso a mulher retratada na letra, se sente mais confiante e protegida quando está desligada da realidade.

## Faixas do Single
1. Silent Lucidity - 5:47
2. The Mission (Live) - 6:17
3. Eyes of a Stranger (Live) - 8:03

## Créditos Musicais
- Geoff Tate – Vocais
- Chris DeGarmo – Guitarra principal, back-vocals
- Michael Wilton – Guitarra rítmica, back-vocals
- Eddie Jackson – Baixo, back-vocals
- Scott Rockenfield – Bateria

Créditos Adicionais
- Michael Kamen – orchestração

## Desempenho nas Paradas Musicais

### Paradas Semanais
| Ano  | Paradas Musicais e Desempenho | Paradas Musicais e Desempenho | Paradas Musicais e Desempenho | Paradas Musicais e Desempenho | Paradas Musicais e Desempenho | Paradas Musicais e Desempenho | Paradas Musicais e Desempenho                 | Paradas Musicais e Desempenho | Paradas Musicais e Desempenho |
| Ano  | Billboard Hot 100             | Hot Mainstream Rock           | Ultratop 50 (FL)              | Canadian Singles Chart        | Media Control Charts          | MegaCharts                    | Recording Industry Association of New Zealand | Swiss Music Charts            | UK Singles Chart              |
| ---- | ----------------------------- | ----------------------------- | ----------------------------- | ----------------------------- | ----------------------------- | ----------------------------- | --------------------------------------------- | ----------------------------- | ----------------------------- |
| 1990 | 9                             | 1                             | 44                            | 7                             | 46                            | 21                            | 11                                            | 24                            | 18                            |

### Paradas Anuais
| Parada (1991)            | Desempenho | Ref.   |
| ------------------------ | ---------- | ------ |
| Canada Top Singles (RPM) | 69         | [ 13 ] |

## Prêmios e Indicações
| Ano  | Prêmio                    | Categoria                                          | Resultado | Ref.   |
| ---- | ------------------------- | -------------------------------------------------- | --------- | ------ |
| 1991 | MTV Video Music Awards    | Video of the Year                                  | Indicado  | [ 14 ] |
| 1991 | MTV Video Music Awards    | Best Group Video                                   | Indicado  | [ 14 ] |
| 1991 | MTV Video Music Awards    | Best Metal/Hard Rock Video                         | Indicado  | [ 14 ] |
| 1991 | MTV Video Music Awards    | Best Direction in a Video                          | Indicado  | [ 14 ] |
| 1991 | MTV Video Music Awards    | Viewers' Choice Award                              | Venceu    | [ 14 ] |
| 1992 | 34th Annual Grammy Awards | Best Rock Performance by a Duo or Group with Vocal | Indicado  | [ 15 ] |
| 1992 | 34th Annual Grammy Awards | Best Rock Song                                     | Indicado  | [ 15 ] |